# Atlasgebergte
Het Atlasgebergte is een gebergte in het noordwesten van Afrika. Het gebergte ligt in Marokko, Algerije en Tunesië. Het strekt zich van west naar oost uit over ongeveer 2300 km. De hoogste top is de 4167 m hoge Toubkal in Centraal-Marokko. De Atlas is in het westelijke deel, in Marokko, hoger dan in het centrale en oostelijke deel. Parallel aan de hoofdketen liggen diverse deelketens, zoals de Midden-Atlas in het noorden en de Anti-Atlas en Sahara-Atlas in het zuiden. Op de hoogste toppen van de Atlas is eeuwige sneeuw te vinden. Het gebergte vormt de natuurlijke scheiding tussen het relatief vochtige klimaat rond de Middellandse Zee en het extreem droge woestijnklimaat van de Sahara. De noordelijke hellingen hebben een natuurlijke begroeiing van Mediterrane en gematigde wouden terwijl de zuidelijke kant van de Atlas vrijwel onbegroeid is.
De Atlas is onderdeel van de Alpide gebergtegordel. De geologische geschiedenis is complex. De Antiatlas draagt sporen van de Hercynische orogenese. Tijdens het vroege Mesozoïcum lag in het gebied een open oceaan. De plooiing en opheffing van het huidige gebergte was onderdeel van de Alpiene Orogenese en is het resultaat van de tektonische werking van de Afrikaanse plaat tegen de Euraziatische plaat.
Het gebied kan onderverdeeld worden in meerdere gebergten. De grootste en belangrijkste zijn, grofweg van west naar oost:
- Anti-Atlas (Marokko)
- Hoge Atlas (Marokko)
- Kleine Atlas (of Tell-Atlas) (Algerije en Marokko)
- Midden-Atlas (Marokko)
- Sahara-Atlas (Algerije en Marokko)
- Nemenchagebergte (Tunesië)

Het Marokkaanse Rifgebergte wordt niet tot de Atlas gerekend. De Rif is net als gebergten in het zuiden van Spanje onderdeel van de Betische Cordillera.

## Geologie
De geologische sokkel van het Atlasgebergte is ontstaan tijdens het Precambrium. Het Atlasgebergte is ontstaan gedurende drie latere geologische fases.
Tijdens de Hercynische orogenese zorgde de botsing tussen Gondwana en Laurazië voor de vorming van een lange bergketen die de vergelijking met de huidige Himalaya kan doorstaan. De Anti-Atlas zijn daarvan de restanten.

Zo'n 66 miljoen jaar geleden was, door het warme klimaat, de zeespiegel wereldwijd hoger dan in de 21e eeuw. Vele kustgebieden lagen onder water zodat op de kustbodem een sedimentpakket is afgezet.
Vanaf het begin van de Alpiene orogenese was het grensgebied tussen Afrika en Europa onderhevig aan gebergtevorming, met onder andere de Atlas tot gevolg.

## Mythe
Volgens een oude Griekse mythe zou de krijger Perseus tijdens een van zijn reizen op deze plek zijn gekomen. Hij zocht een schuilplaats en vond deze bij Atlas, die Perseus echter niet wilde helpen. In een vlaag van woede liet Perseus hem het hoofd van Medusa zien, waardoor Atlas in een grote hoop steen veranderde. Deze hoop steen wordt gelijkgesteld aan het Atlasgebergte.

## Skiën op de Atlas
Skiplaatsen zijn:
- Azrou, Ifrane, Mischliffen
- Oukaïmeden
- Toubkal